# Аляскинский маламут
Аля́скинский маламу́т (англ. Alaskan Malamute) — порода ездовых собак аборигенного типа, предназначенная для работы в упряжке, одна из древнейших пород собак. Своим названием аляскинский маламут обязан племени малемиутов (малемуты, малемьюты). Малемиуты — когда-то многочисленное эскимосское племя группы инупиатов, жившее на различных прибрежных территориях Аляски. В исторических хрониках арктических путешественников это племя чаще всего встречается в районе Залива Коцебу и в районе Залива Нортон. Исследователи Севера Америки и Канады XIX века часто сообщали о замечательных качествах рабочих собак, приобретённых у этого племени, их исключительном здоровье, физической выносливости, устойчивости к самым экстремальным погодным условиям. С 2010 года маламут является символом штата Аляска.

## Внешний вид
Различали две основные линии маламутов по своим размерам. Линия М’Лут более крупная, чем линия Коцебу. Исконный цвет этой породы серый или т. н. волчий, а в линии М’Лут бывают и другие окрасы, такие, например, как чёрно-белые, голубые и чисто белые. Считается, что линия породы Коцебу была менее агрессивна, чем линия М’Лут. К 1960 году, после смешивания кровей всех линий, был утверждён единый и окончательный стандарт породы, объединивший в себе все линии разведения. На сегодняшний день уверенно определить линию конкретной собаки практически невозможно.

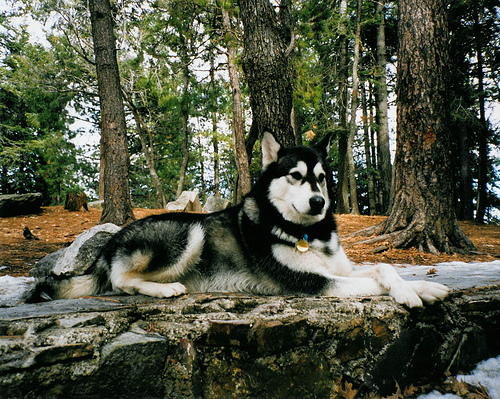

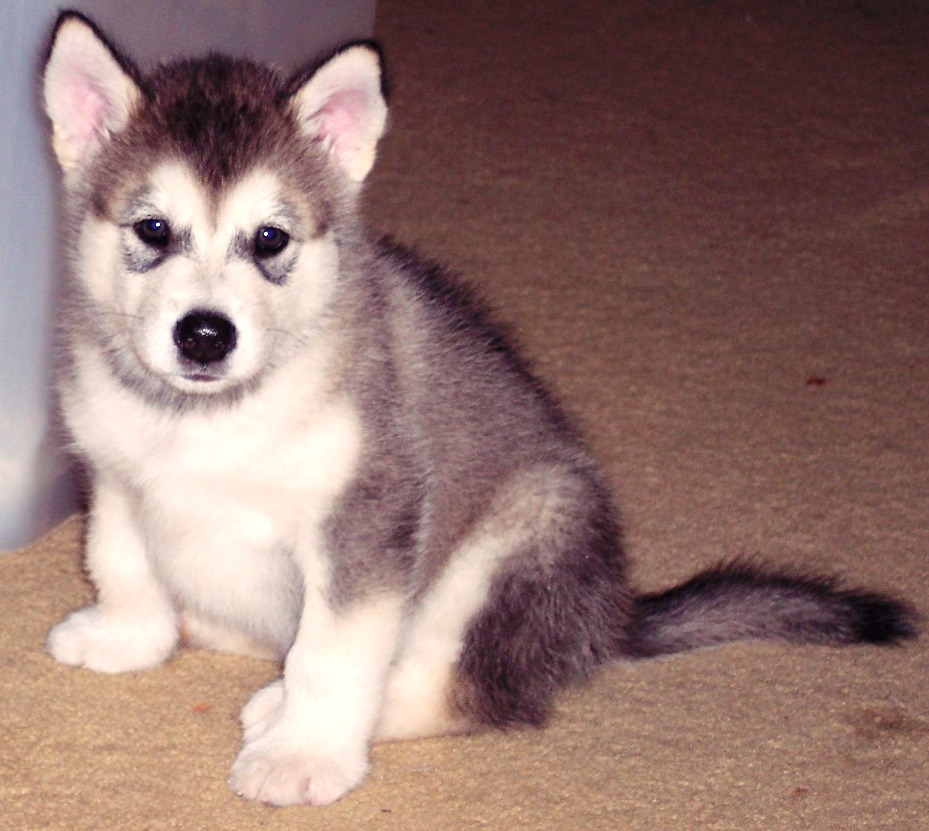
Щенок маламута

Маламуты в ездовом спорте

Аляскинский маламут — собака крепкого телосложения, компактная, имеющая квадратный индекс тела, с грубым волосяным покровом, достаточно длинным и плотным. Глубина груди составляет примерно половину от высоты в холке, самая глубокая точка находится сразу за передними конечностями. Длина корпуса в измерении от точки плечевого сочленения до седалищного бугра больше, чем высота в холке. Голова широкая и мощная, но негрубая и неповоротливая, пропорциональна размеру собаки. Выражение мягкое, указывающее на дружелюбный характер. Череп широкий, умеренно округлый между ушами, постепенно сужающийся и уплощающийся к глазам, закругляется к щекам. Между глазами проходит небольшая борозда. Верхняя линия лба и спинка носа в месте их соединения лишь слегка отклоняются книзу от прямой линии.
Переход ото лба к морде неглубокий. Мочка носа при всех окрасах, за исключением рыжего, нос, губы и обводка глаз имеют чёрную пигментацию. У рыжих собак допускается коричневая пигментация. «Снежный нос», испещрённый более светлыми прожилками, допускается. Морда крупная и объёмная, пропорциональна размеру черепа, немного сужается по ширине и глубине от черепа к мочке носа. Губы плотно прилегающие. Челюсти широкие с большими зубами. При смыкании ножницеобразный прикус. Щёки умеренно плоские. Глаза миндалевидные, среднего размера, карие, поставлены косо. Уши средних размеров, небольшие по отношению к голове. Уши треугольной формы, немного закруглённые на концах. Широко расставлены, расположены на задней части окончания черепа на одной линии с внешним углом глаза так, что кончики ушей направлены в стороны при настораживании. Стоячие уши направлены немного вперёд, но когда собака работает, уши часто бывают заложены назад. Шея сильная, несколько изогнутая.
Корпус компактного сложения, но не короткий. Без лишнего веса, костяк пропорционален размеру. Спина прямая, слегка пологая к крупу. Поясница крепкая и мускулистая. Грудная клетка хорошо развита. Хвост среднепосаженный, продолжает линию спины от основания. Когда собака не работает, поднят над спиной. Хвост не касается кончиком спины и не закручивается на спину, не коротко опушенный, как лисий хвост. Хвост маламута хорошо опушён и производит впечатление развевающегося плюмажа. Передние конечности с сильным костяком и мускулатурой, прямые до пясти при взгляде спереди. Лопатки умеренно наклонные. Пясти короткие, сильные, слегка наклонные при взгляде сбоку. Задние конечности широкие. При взгляде сзади в стойке и при движении расположены вдоль одной линии с передними лапами, не слишком узко и не слишком широко. Зачатки пятого пальца на задних лапах нежелательны и должны быть удалены у щенков сразу после рождения. Бедро мощное, с хорошо развитой мускулатурой. Колено умеренно выраженное. Скакательные суставы умеренно выраженные и низко расположенные. Лапы типа «снегоступов», плотные и сильные, с хорошо развитыми подушечками, обеспечивающими сводистость и плотность лапы. Лапы большие, пальцы плотно сомкнутые и сводистые. Между пальцами растёт защитная шерсть. Подушечки толстые и упругие. Когти короткие и прочные.

Движения маламута

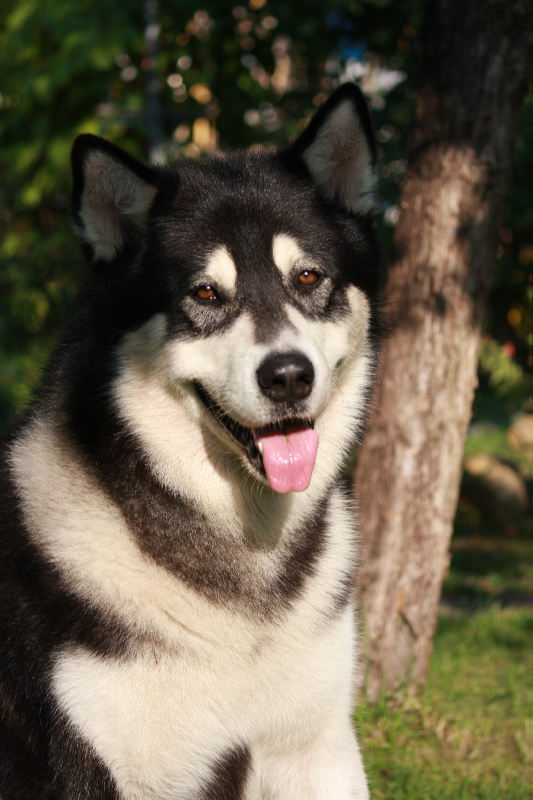
Аляскинский маламут чёрно-белого окраса

У маламута густой грубый покровный волос, но недлинный и немягкий. Покровный волос варьируется по длине вместе с подшерстком. Шёрстный покров варьирует от короткого до среднего вдоль боков туловища, его длина увеличивается вокруг плеч и шеи, спускаясь на спину, круп, а также на штанах и подвесе хвоста. Обычно в летние месяцы шёрстный покров у маламутов короче и менее плотный. Маламута выставляют в естественном виде. Стрижка не допускается, за исключением лап, которые должны быть опрятными. Окрасы могут варьировать от светло-серого через промежуточные оттенки до чёрного, может быть соболиный или от оттенков соболиного до рыжего. Сочетание окрасов допускается в подшерстке, отметинах и на штанах. Единственно допустимый однотонный окрас — белый. Белый окрас всегда доминирует в нижней части корпуса, частично на конечностях, лапах и голове (так называемый подлас, прим. переводчика). Отметина на лбу и (или) воротнике или пятно на задней части шеи очень привлекательны и допускаются. Нежелателен неравномерно расположенный или прерывающийся по корпусу окрас.
Высота в холке кобелей — 63,5 см, сук — 58,5 см, вес кобелей — 38 кг, сук — 34 кг.

## Характер
Аляскинский маламут — очень подвижная и добродушная собака, имеющая высокий уровень интеллекта. Хорошо ладит с людьми. Иногда проявляет упрямство, так как характер у маламутов очень сильный. Воспитывать маламута необходимо с самого раннего возраста.
Если в доме находятся несколько собак различных пород, и среди них аляскинский маламут — можно быть уверенными в том, что именно он будет вожаком в своей собачьей стае.
Курс защитно-караульной службы с этими собаками, как правило, не проходят, так как они по природе своей не агрессивны к людям, и это делает их непригодными к сторожевой службе, хотя внешний вид у них достаточно внушительный.

## Содержание и уход
Маламут нуждается в частых и продолжительных прогулках, активных физических и умственных нагрузках. Мало приспособлен для квартирного содержания из-за своего размера и очень плотного шерстяного покрова. В условиях городской квартиры с центральным отоплением может страдать от гипертермии, неконтролируемой круглогодичной линьки и кожных заболеваний.
Если питомец содержится в частном доме, владелец должен знать, что маламутам свойственны «земляные работы», эта собака может за считанные минуты вырыть достаточно объёмную яму. Стремление рыть связано с тем, что в природе маламуты добывали пропитание, выкапывая из-под земли и снега различных грызунов.
Аляскинский маламут практически не лает, он как бы ворчит, что совершенно не свойственно другим породам собак (не считая басенджи и сибирских хаски). Также при отсутствии владельцев дома и без должных нагрузок может портить вещи и выть.

## Исследования
Учёные из Вашингтонского университета привлекли живую собаку породы аляскинский маламут для обучения системы искусственного интеллекта собачьему образу мышления и поведению. Для того, чтобы собрать базу данных образцов поведения собаки, учёные закрепили на лапах, туловище и хвосте своего четвероногого помощника несколько датчиков. Эти датчики записывали все движения собаки в то время, как она вела свой обычный образ жизни. А камера, прикреплённая на голове, записывала все, что видит собака. В течение нескольких недель учёные собрали более 24 тысяч записей базы данных, сопровождаемых кадрами видео, которые имеют отношение к некоторым особенностям движений тела собаки. Потом эта база данных была использована для начального обучения системы искусственного интеллекта, которая обрела некоторые особенности собачьего поведения и реакции на различные виды раздражителей.